# Hamme (Belgien)
Hamme ist eine belgische Gemeinde in der Region Flandern mit 25.554 Einwohnern (Stand 1. Januar 2024). Sie besteht aus dem Kernort und dem südlich gelegenen Ortsteil Moerzeke.
Sie liegt an der Schelde gut 6 Kilometer (km) nördlich von Dendermonde, 8 km südlich von Sint-Niklaas, 23 km südwestlich von Antwerpen, 30 km östlich von Gent und 32 km nordwestlich von Brüssel.
Die nächste Autobahnanschlussstelle befindet sich bei Sint-Niklaas an der A14/E17.
In Dendermonde, Zele, Lokeren und Sint-Niklaas gibt es die nächsten Regionalbahnhöfe und in Antwerpen, Gent und Brüssel halten überregionale Fernzüge.
Bei Antwerpen befindet sich ein Regionalflughafen und nahe der Hauptstadt Brüssel liegt ein internationaler Flughafen.

## Persönlichkeiten
- Maurice De Wolf (1896–1971), Radrennfahrer
- Louis Roels (1912–1984), Radrennfahrer
- Ward Van de Velde (1930–2010), Radrennfahrer
- Ferdi Bracke (* 1939), Radrennfahrer
- Herman Brusselmans (* 1957), Schriftsteller
- Ronald Van Avermaet (* 1959), Radrennfahrer
- Dirk Heirbaut (* 1966), Historiker

## Weblinks

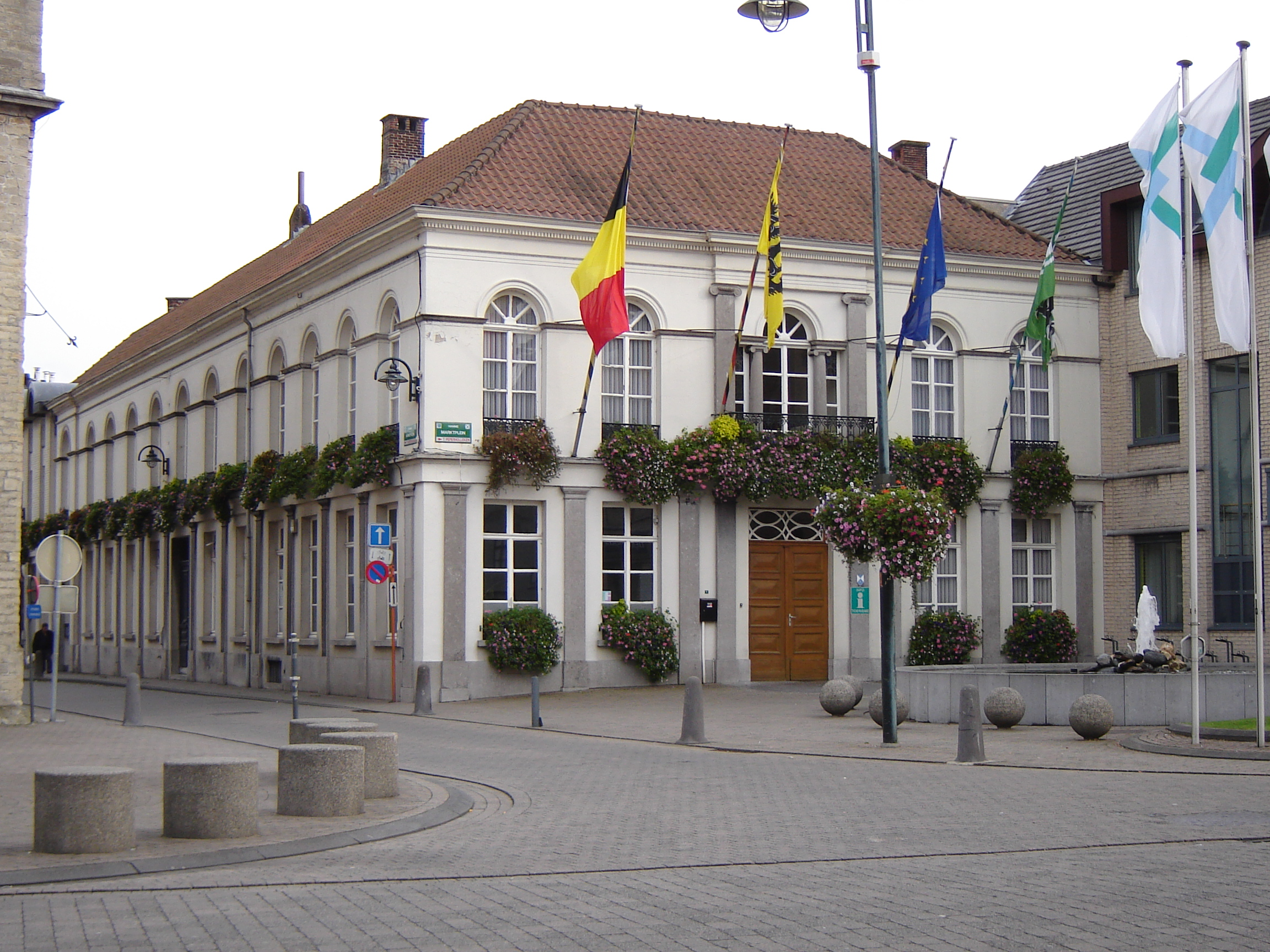
Gemeindehaus von Hamme